# Brettacher

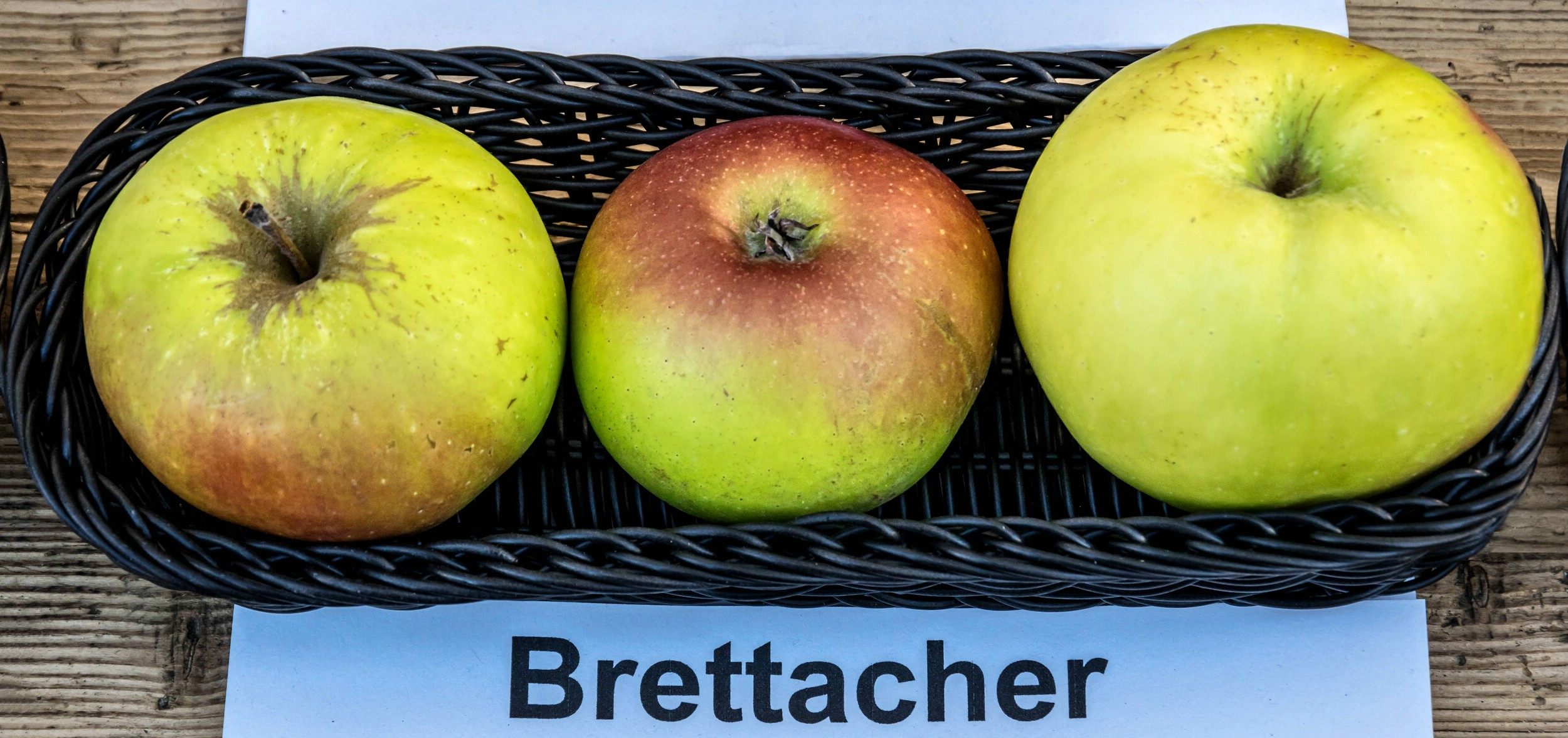
Ansicht der Frucht

Der Brettacher, auch Brettacher Gewürzapfel oder Brettacher Sämling, ist eine Sorte des Kulturapfels (Malus domestica).
Der Brettacher wurde als Zufallssämling in Brettach (heute Teil von Langenbrettach) entdeckt.
Diese in Süddeutschland verbreitete Apfelsorte zeichnet sich vor allem durch ihre gute Lagerfähigkeit und Robustheit aus. Die Äpfel sind sehr groß und eher säuerlich im Geschmack. Brettacher sind vor allem zum Backen, Kochen oder für Most geeignet. Die Haupterntezeit ist Ende Oktober, die Äpfel reifen jedoch erst während der Lagerung vollständig aus, so dass sie etwa von Weihnachten an verzehrt werden können. Die Äpfel sind von einer dicken Wachsschicht bedeckt, weshalb sie in einem kühlen Raum bis Ende des nächsten Frühjahres gelagert werden können.
Da diese Sorte triploid ist, eignet sie sich nicht als Pollenspender.